# Shaylee Mansfield
Shaylee Mansfield est une enfant actrice américaine sourde et une ancienne YouTubeuse. Elle s'est d'abord fait connaître en réalisant des vidéos dans lesquelles elle raconte des histoires de Noël en langue des signes américaine. Shaylee Mansfield est apparue dans la vidéo Unforgettable Stories, une publicité des parcs Disney, dans laquelle elle rencontre Minnie Mouse, qui apprend la langue des signes à Walt Disney World. La vidéo est rapidement devenue virale et a été l'une des publicités les plus regardées de Disney.
Shaylee Mansfield a fait ses débuts d'actrice en 2019 dans le film Noëlle de Disney. L'année suivante, sa demande de sous-titrage automatique sur Instagram attire l'attention de plusieurs publications médiatiques et devient populaire sur Twitter. Elle  obtient une reconnaissance supplémentaire pour ses rôles dans les films Feel the Beat (2020) et 13 Minutes (2021). En 2022, pour sa performance dans Madagascar: A Little Wild (en), Shaylee Mansfield est devenue la première actrice sourde à être créditée aux côtés des acteurs de voix audibles pour sa performance en langue des signes dans une production animée.

## Filmographie
- 2021 : 13 Minutes (film)

### Télévision
- 2023 : Ces liens qui nous unissent (The Company You Keep) : Ollie Hill